# Medasina mauraria
Medasina mauraria là một loài bướm đêm trong họ Geometridae.